# In de Schaduw van de Zon
In de Schaduw van de Zon is een science-fiction stripreeks uit de jaren 80, die is bedacht en getekend door Colin Wilson. In het Nederlandse taalgebied verscheen de reeks bij uitgeverij Glenat en Blitz. De reeks bestaat uit drie delen die een afgerond verhaal vormen. Ieder deel is vernoemd naar een van de hoofdpersonen: Rael, Mantell, Alia.

## Inhoud
Vooruitziende geleerden werkten 20 jaar terug, dankzij een miljoenen investering van welwillenden, aan een project die de mensheid in staat zou stellen de sterren te bereiken. In het geheim werden er drie ruimteschepen uitgerust die over een aarde biosfeer beschikken. Toen er echter een wereldcrisis uitbrak die leidde tot de vernietiging van het aardoppervlak werd het project een toevluchtoord voor weinigen. De drie hoofdpersonen Rael, Mantell en Alia dwaalden rond op de desolate wereld die de aarde was geworden, voordat ze gerecruteerd worden door een zogenaamde reddings-expeditie onder leiding van Steiner afkomstig van GP1, een van de drie ruimteschepen. Steiner is op zoek naar nieuwe proefpersonen om experimenten uit te voeren die GP1 moeten redden, omdat het ruimteschip stervende is. Als de nieuwkomers hierachter komen, breekt er een opstand uit. De muiters krijgen daarbij hulp van de constructs, de onderhoudsrobots van GP1 en een bewoner genaamd Olifant, die alle uithoeken van het schip kent.

## Albums
| Nummer | Titel   | 1e druk | Uitgeverij | ISBN          |
| ------ | ------- | ------- | ---------- | ------------- |
| 1      | Raël    | 1984    | Glenat     | 2-7234-0419-6 |
| 2      | Mantell | 1986    | Blitz      | 2-7234-0647-4 |
| 3      | Alia    | 1989    | Blitz      | 2-7234-1014-5 |